# Ra (kana)
A hiragana ら, katakana ラ, Hepburn-átírással: ra, magyaros átírással: ra japán kana. A hiragana és a katakana is a 良 kandzsiból származik. A godzsúonban (a kanák sorrendje, kb. „ábécérend”) a 39. helyen áll. Dakutennel és handakutennel képzett alakja nincs. 
|          | Hepburn és magyaros | Hiragana (Unicode) | Katakana    |
| -------- | ------------------- | ------------------ | ----------- |
| Alapalak | ra                  | ら (U+3089)        | ラ (U+30E9) |

## Vonássorrend
|  |  |
|  |  |